# Dominique Bruinenberg
Dominique Bruinenberg (Geffen, 23 gennaio 1993) è una calciatrice olandese, centrocampista dell'Austria Vienna.

## Carriera

### Club
Nell'estate 2016 si è trasferita dall'ADO Den Haag all'AGSM Verona. La sua avventura nel campionato italiano è durata un solo semestre e all'inizio del 2017 ha rescisso il contratto che la legava alla società veronese per accordarsi con il Sunderland, società che partecipa al campionato di FA Women's Super League 1 2017-2018. Dopo una stagione e mezza col Sunderland, per la stagione 2018-2019 ha firmato un contratto con l'Everton.

## Nazionale
Bruinenberg compie tutta la trafila delle giovanili dei Paesi Bassi, vestendo la maglia delle formazioni dalla under 16, per lei 6 presenze e una rete tutte in amichevole, per passare prima alla formazione under 17, giocando anche la semifinale del Europeo 2010 di categoria, e poi all'under 19, con la quale disputa le qualificazioni agli Europei di Italia 2011 e Turchia 2012, senza riuscire ad accedere alla fase finale, e il Torneo di La Manga, maturando complessivamente 12 presenze tra il 2011 e il 2012.

## Palmarès

### Club
- Coppa dei Paesi Bassi femminile: 1

ADO Den Haag: 2015-2016